# Hans-Michael Kissel
Hans-Michael Kissel (Worms, 1942) is een Duitse beeldhouwer.

## Leven en werk
Kissel volgde een opleiding binnenhuisarchitectuur (metaalvormgeving, zilversmid en houtbewerking) aan de Staatliche Zeichenakademie in Hanau, gevolgd door studie design en beeldhouwkunst aan de Hochschule der Gestaltung Schwäbisch Gmünd in de Baden-Württembergische stad Schwäbisch Gmünd. Vanaf 1970 wijdt hij zich aan de kinetische kunst.
Kissel was in 1998 docent aan de Sommerakademie Hanau in Hanau.
Hij woont en werkt in Ladenburg.

## Werken (selectie)
- Im Sternzeichen des Dädalus, Staatliche Zeichenakademie Hanau
- Windflügelkonstruktion (1978), universiteit in Kaiserslautern
- Baum der Erkenntnis - Lebensbaum als kinetisches Objekt (1990), Kunstpfad Universität Ulm in Ulm
- Rotierender Fußball (1992), Trainingsplatz FCK in Karlsruhe
- Kinetischer Baum (1992), Kurt-Schumacher-Straße in Karlsruhe
- Baum der Eitelkeit (1992), Sammlung Heinrich Vetter im Luisenpark in Mannheim
- Flügelformen in immer neuer Bewegungsvielfalt (1994), Dossenheim
- Life is movement (1996), Skulpturenpark Heidelberg in Heidelberg
- Hommage à Galileo - kinetische Scheibenskulptur (1996), Hubert-Sternberg-Schule in Wiesloch
- Von Flügeln begleitet (1998)[1], Schwetzingerstraße in Wiesloch
- Blätterphantasie (2002), Ladenburg
- Kinetische Skulptur (2003), Husumer Hafen in Husum (Noord-Friesland)
- Silberschwingen (2004)[2], uitvalsweg naar Wiesloch in Walldorf
- Windvögel (2010), Vogelstang in Mannheim
- Windskulptur - 3-delig, Insel im Untreusee in Hof

## Fotogalerij

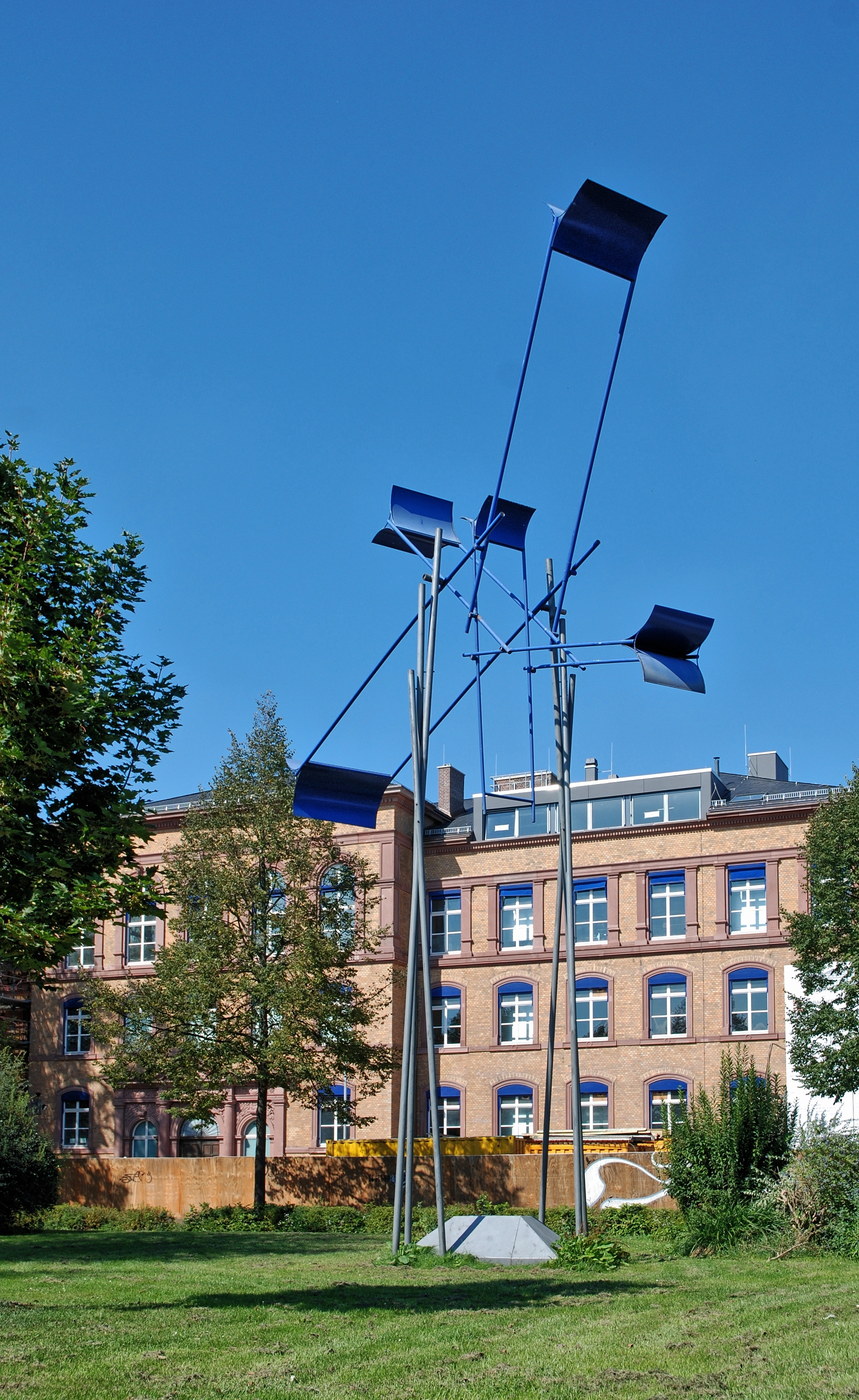
Im Sternzeichen des Dädalus, Hanau
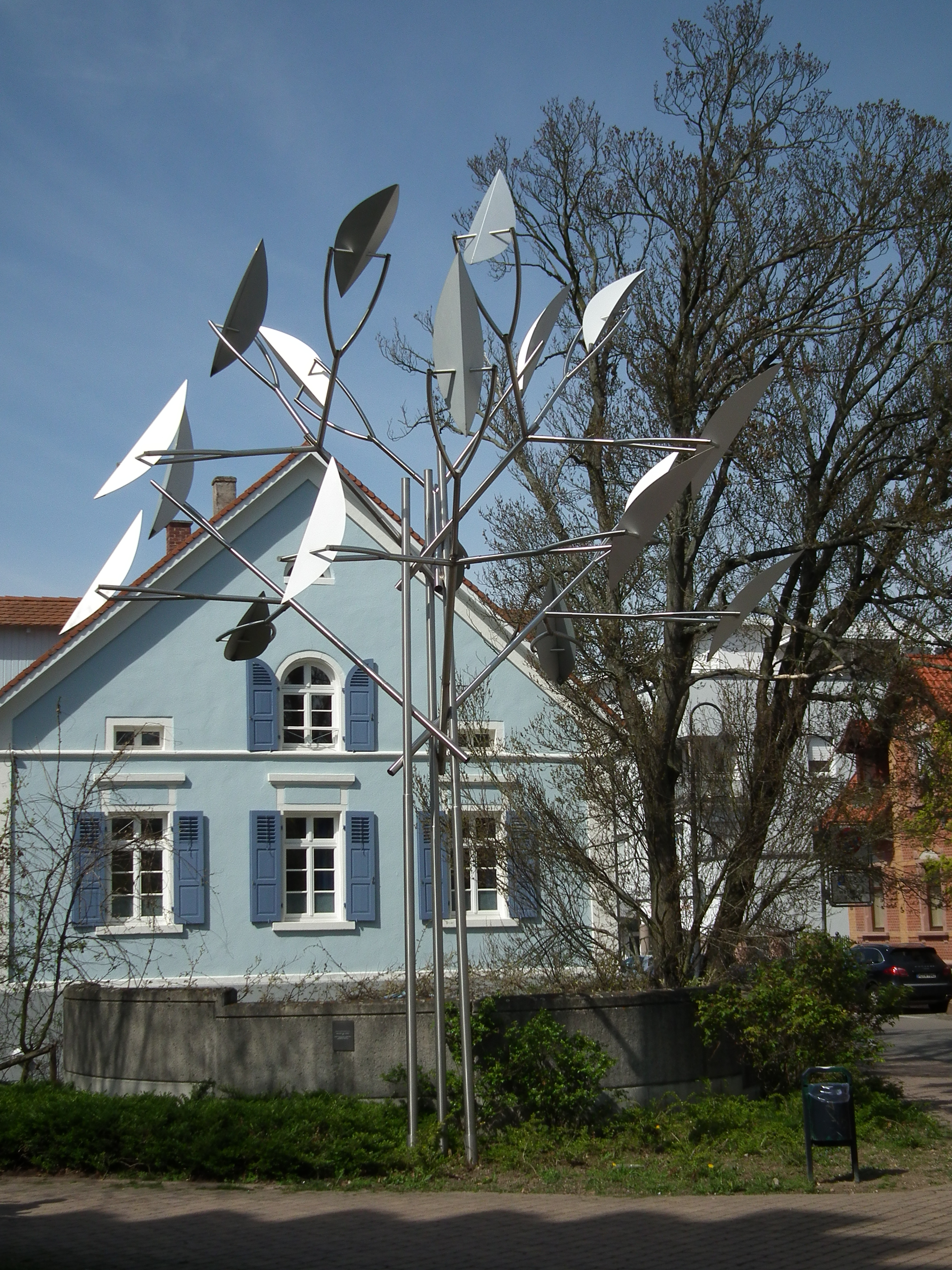
Blätterphantasie, Ladenburg
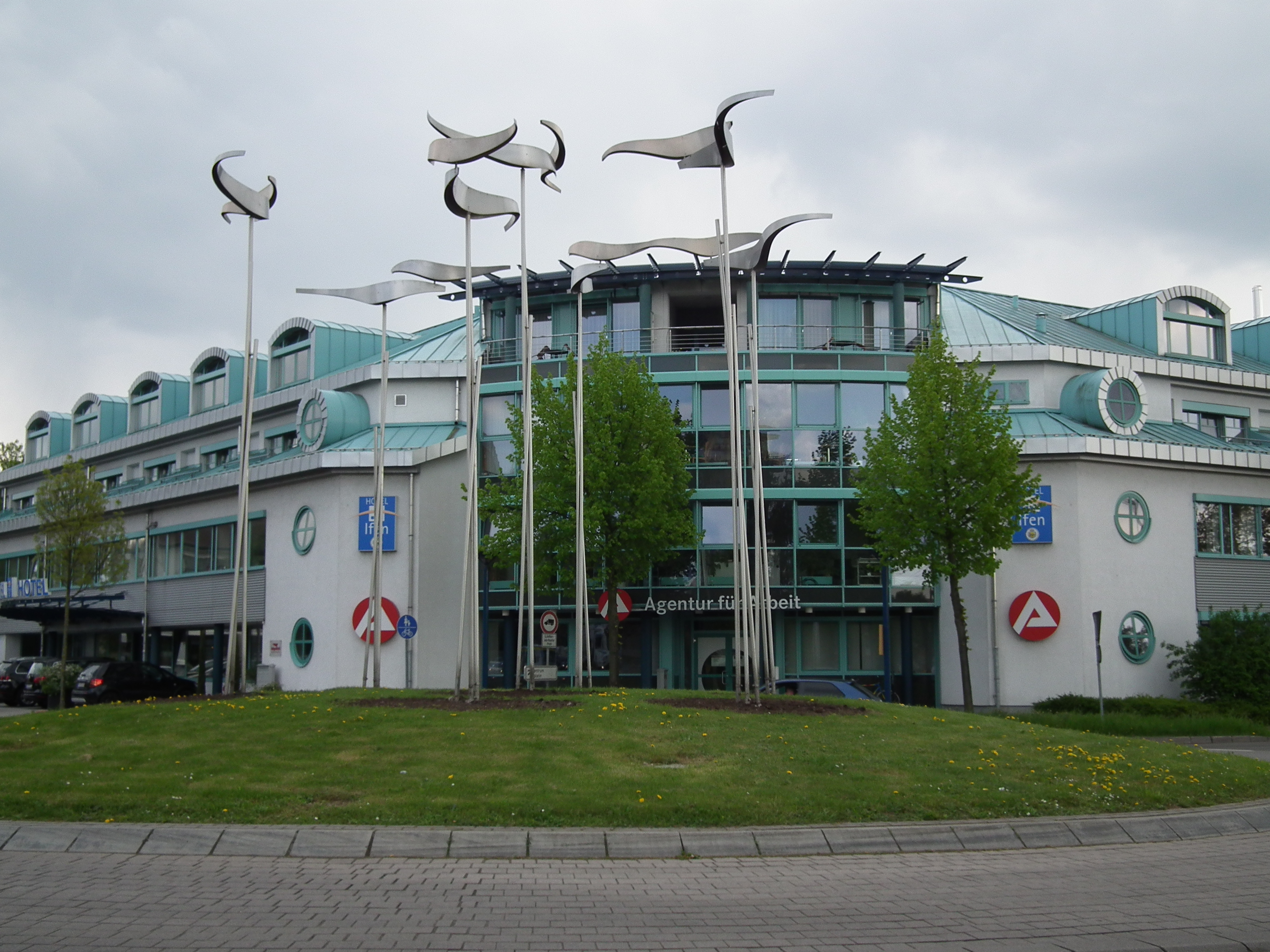
Von Flügeln begleitet, Wiesloch